# 완주군의 행정 구역
완주군의 행정 구역은 3읍 10면으로 구성되어 있다. 완주군의 면적은 820.98km2이며, 인구는 2014년 3월 말을 기준으로 87,311명, 36,435세대이다.

## 행정 구역
| 읍면   | 한자   | 세대  | 인구   | 면적   | 법정리 |
| ------ | ------ | ----- | ------ | ------ | --- |
| 봉동읍 | 鳳東邑 | 8,616 | 23,159 | 46.6   | 고천리(高川里), 구만리(九萬里), 구미리(九尾里), 구암리(九岩里), 낙평리(洛平里), 둔산리(芚山里), 성덕리(成德里), 신성리(新成里), 용암리(龍岩里), 율소리(栗所里), 은하리(隱下里), 장구리(長久里), 장기리(場基里), 제내리(堤內里) |
| 삼례읍 | 參禮邑 | 6,661 | 15,920 | 28.6   | 구와리(舊瓦里), 삼례리(參禮里), 석전리(石田里), 수계리(峀溪里), 신금리(新金里), 신탁리(新卓里), 어전리(於田里), 하리(下里), 해전리(海田里), 후정리(後亭里)                                                                     |
| 용진읍 | 龍進邑 | 3,265 | 7,928  | 38.5   | 간중리(澗中里), 구억리(九億里), 상삼리(上三里), 상운리(上雲里), 신지리(新池里), 용흥리(龍興里), 운곡리(雲谷里) |
| 경천면 | 庚川面 | 498   | 1,057  | 38.81  | 가천리(佳川里), 경천리(庚川里), 용복리(龍伏里) |
| 고산면 | 高山面 | 2,057 | 4,839  | 69.39  | 남봉리(南峰里), 삼기리(三奇里), 서봉리(西峰里), 성재리(聖才里), 소향리(小向里), 양야리(陽也里), 어우리(於牛里), 오산리(五山里), 율곡리(栗谷里), 읍내리(邑內里), 화정리(花亭里)                                                 |
| 구이면 | 九耳面 | 2,337 | 5,408  | 88.69  | 계곡리(桂谷里), 광곡리(光谷里), 덕천리(德川里), 두현리(斗峴里), 백여리(白如里), 안덕리(安德里), 원기리(元基里), 평촌리(平村里), 항가리(亢佳里)                                                                                 |
| 동상면 | 東上面 | 568   | 1,204  | 106.52 | 대아리(大雅里), 사봉리(詞峰里), 수만리(水滿里), 신월리(新月里) |
| 비봉면 | 飛鳳面 | 988   | 2,129  | 44.58  | 내월리(內月里), 대치리(大峙里), 백도리(百島里), 봉산리(鳳山里), 소농리(所農里), 수선리(水仙里), 이전리(泥田里) |
| 상관면 | 上關面 | 2,048 | 5,077  | 68.59  | 마치리(馬峙里), 신리(新里), 용암리(龍岩里), 의암리(衣岩里), 죽림리(竹林里) |
| 소양면 | 所陽面 | 2,849 | 6,461  | 94.16  | 대흥리(大興里), 명덕리(明德里), 신교리(新橋里), 신원리(新元里), 신촌리(新村里), 죽절리(竹節里), 해월리(海月里), 화심리(花心里), 황운리(黃雲里)                                                                                 |
| 운주면 | 雲洲面 | 1,027 | 2,086  | 92.71  | 고당리(姑堂里), 구제리(九梯里), 금당리(金塘里), 산북리(山北里), 완창리(完昌里), 장선리(長仙里) |
| 이서면 | 伊西面 | 2,602 | 6,334  | 33.47  | 갈산리(葛山里), 금계리(金溪里), 금평리(金坪里), 남계리(南溪里), 반교리(盤橋里), 상개리(上開里), 용서리(龍棲里), 은교리(銀橋里), 이문리(伊門里), 이성리(伊成里)                                                                 |
| 화산면 | 華山面 | 1,448 | 3,133  | 70.9   | 성북리(城北里), 승치리(升峙里), 와룡리(臥龍里), 우월리(牛月里), 운곡리(雲谷里), 운산리(雲山里), 운제리(雲梯里), 종리(宗里), 춘산리(春山里), 화월리(花月里), 화평리(花平里)                                                     |

## 역사
- 685년 : 신라 신문왕 완산주를 설치하였다.
- 900년 : 견훤이 무진주(현 광주광역시)에서 올라와 전주를 점령하고 이곳을 수도로 삼아 백제를 다시 건국했으며, 이는 후백제가 멸망하는 936년까지 지속되었다.
- 고려는 후삼국통일을 완료한 후 전주에 안남도호부를 설치했다.
- 1005년 : 전주에 절도사를 두었다.
- 1018년 : 안남대도호부를 다시 설치했다.
- 1022년 : 전주목이 설치되어 12목의 일원이 되었다.
- 1355년 : 원의 사신을 잡아 가둔 죄로 부곡으로 강등되었다가 한 해가 흐른 뒤에 환원되었다.
- 1392년 : 전주유수부가 설치되었다.
- 1403년 : 전주부로 개칭되었다.
- 1896년 : 전라북도의 수부(首部)가 전주에 설치되었다.[3]
- 1914년 4월 1일 : 전주부와 고산군이 통합되어 전주군이 설치되었다.(20면)

20면 - 전주면, 초포면, 용진면, 상관면, 난전면, 우림면, 이동면, 조촌면, 봉동면, 이서면, 삼례면, 소양면, 구이면, 고산면, 삼기면, 비봉면, 운선면, 화산면, 동상면, 운동하면
- 1930년 7월 1일 : 전주군 이동면 노송리 등을 전주면으로 편입.[4]
- 1931년 4월 1일 : 전주면이 전주읍으로 승격하였다.[5](1읍 19면)
- 1935년 3월 1일 : 우림면·난전면이 우전면으로, 운선면·운동하면이 운주면으로 합면하고, 삼기면이 고산면과 화산면에 편입·폐지되었다.[6](1읍 16면)
- 1935년 10월 1일 : 전주군 전주읍이 전주부로 승격되어 분리되고, 전주군은 완주군으로 개칭되었다.[7](16면)
- 1940년 11월 1일 : 이동면 4개리, 조촌면 1개리가 전주부에 편입되고, 이동면이 폐지되었다.[8](15면)
- 1956년 7월 8일 : 삼례면이 삼례읍으로 승격하였다.[9](1읍 14면)
- 1957년 11월 6일 : 초포면·우전면 일원, 조촌면·용진면·상관면 일부가 전주시에 편입되었다.[10](1읍 12면)
- 1966년 10월 26일 : 운주면 경천출장소를 설치하였다.[11]
- 1973년 7월 1일 : 용진면 산정리 일부가 전주시 우아동으로, 익산군 왕궁면 온수리 화산마을이 삼례읍 삼례리에 편입되었다.[12] 봉동면이 봉동읍으로 승격하였다.[13](2읍 11면)
- 1981년 6월 30일 : 군청사를 전주시 경원동3가[14]에서 전주시 인후동2가로 이전하였다.[15]
- 1983년 2월 15일 : 상관면 대성리, 색장리와 용진면 산정리 일부가 전주시로 편입되었고, 이서면 원동리와 김제군 백구면 도덕리 일부가 조촌면에 편입되었다.[16]
- 1985년 10월 1일 : 조촌면이 조촌읍으로 승격하였다.[17](3읍 10면)
- 1987년 1월 1일 : 조촌읍이 전주시에 편입되었다.[18](2읍 10면)
- 1989년 1월 1일 : 용진면 산정리, 금상리와 구이면 용복리, 중인리, 원당리, 석구리가 전주시에 편입되었다.[19]
- 1989년 4월 1일 : 운주면 경천출장소가 경천면으로 승격하였다.[20](2읍 11면)
- 1990년 8월 1일 : 이서면 상림리, 중리가 전주시에 편입되었다.
- 1994년 12월 26일 : 김제군 용지면 금평리(金坪里)가 이서면에 편입되었다.[21] 이서면에 금평리가 이미 있었기 때문에 금계리(金溪里)로 개칭하였다.
- 2012년 6월 7일 : 완주군청을 전주시에서 완주군 용진면으로 이전하였다.
- 2015년 10월 1일 : 용진면이 용진읍으로 승격하였다.(3읍 10면)